# Jes Brieden
Jes Brieden (znana jako JES, ur. 10 maja 1974 roku) – amerykańska piosenkarka, producentka i tekściarka.

## Życiorys
Jes Brieden urodziła się 10 maja 1974 w Nowym Jorku. Od najmłodszych lat uczyła się śpiewu i tańca. Jako 16-latka nagrała swój pierwszy utwór. Często pracowała także jako wsparcie wokalne w największych firmach muzycznych. W 2001 roku w Los Angeles poznała Mike'a Olsona i razem stworzyli Guardians of the Earth. Stworzyli m.in. Star Children i One Moon Circling. Star Children znalazło się na kompilacji The Politics of Dancing stworzonej przez Paula van Dyka i wydanej przez Ministry of Sound. Jej osobą zainteresowało się wiele poważnych nazwisk ze sceny trance. Razem z duetem Gabriel & Dresden stworzyła As The Rush Comes, jeden z największych hitów 2003 roku, który m.in. osiągnął 1 miejsce na liście Billboardu.
Odkąd poznała Tiësto, dołączyła się do jego wytwórni płytowej, Black Hole Recordings w którym wydała swój pierwszy album studyjny, Disconnect. Zaśpiewała także dla Tiësto na jego albumie Elements of Life. Obecnie często występuje razem z Tiësto, wspierając jego sety wokalami na żywo. Współpracowała także z producentami trance takimi jak: D-Fuse, Deepsky czy Solarstone produkując takie hity jak Living The Dream, Ghost czy Like A Waterfall. W styczniu 2008 wydała swój kolejny album, Into The Dawn (również w Black Hole).

## Dyskografia

### Albumy
- 2007 Disconnect
- 2008 Into The Dawn
- 2010 High Glow

### Single
- 1997 Around You
- 2000 I Need You
- 2000 Don't Say
- 2006 People Will Go
- 2007 Ghost (piosenka Jes)
- 2007 Heaven (piosenka Jes)
- 2008 Imagination
- 2008 Be It All
- 2009 Lost In The Sound
- 2009 Lovesong
- 2010 Closer
- 2011 Awaken

## Nagrody
- Wygrana, WMC Best Progressive / Trance - As The Rush Comes - Motorcycle
- Nominacja, WMC Best Underground Dance - As The Rush Comes - Motorcycle